# Савезничко бомбардовање Југославије у Другом светском рату
Савезничко бомбардовање Југославије у Другом светском рату трајало је од 20. октобра 1943. до 17. септембра 1944. године.
Англо-амерички савезници су више пута бомбардовали насељена места и комуникације у Србији и другим деловима Југославије, у којима је погинуло или рањен велики број цивила и причињена знатна материјална штета.
Бомбардовање је углавном извођена током дана, али је било и ноћних бомбардовања које је изводила 205. група РАФ-а.
Први је на мети западних савезника био Ниш, који је бомбардован 20. октобра 1943. године, а затим још 15 пута; Београд 11 пута; Земун и Алибунар по 4 пута; Нови Сад 3 пута, Смедерево, Ћуприја и Поповац код Параћина по 2 пута, Сремска Митровица, Рума, Петровград (Зрењанин), Крушевац, Пећ, Крагујевац, Ковин, Панчево, Велика Плана, Пријепоље, Куршумлија, Прокупље, Вучје, Лебане, Грделица, Лесковац, Подујево, Рашка, Сталаћ, Косовска Митровица, Приштина и други.

## Хронологија бомбардовања
Бомбардовање Славонског Брода трајало је од 2. априла 1944. до 17. априла 1945. године, приликом чега је савезничко ваздухопловство на град бацило 15,898 бомби, циљајући првенствено на индустријске зоне које су радиле у корист немачких окупационих снага. Број погинулих, зависно од извора, креће се од 900 до 3000 особа, а 80% града било је разрушено.
Посебно је запамћено бомбардовање на Васкрс 1944. године - најпре су 15. априла, на Велику суботу амерички бомбардери напали Ниш. У првом савезничком бомбардовању погинуло је 700 грађана Ниша а од тога 150 радника само у Железничкој радионици у Нишу. Бомбардовање су извеле 446, 447. и 448. бомбардерске ескадриле - 321. бомбардерске групе - 12. ваздушне команде Ратног ваздухопловства Сједињених Америчких Држава.
Следеће бомбардовање Ниш је задесио 30. марта 1944. године. Извлачење мртвих и рањених трајало је 7 дана. Треће бомбардовање уследило је 5. априла 1944. године када је оштећен и Саборни храм.
Марибор је бомбардован 1. априла 1944.
На први и други дан Ускрса 16. и 17. априла 1944. године разаран је Београд. Живот је изгубило 2.000 људи, жена и деце, а теже и лакше је рањено око 5.000 Београђана. Потом следе бомбардовања 24. априла, 7. маја, 18. маја, 6. јуна, 3. јула, 3., 6., 8. и 18. септембра.
Најтеже бомбардовање доживели су становници Лесковца који су савезници 6. септембра 1944. године сравнили са земљом, од 28.000 становника живот је изгубило 6.000 људи, жена и деце.

### Операција Недеља пацова
Током повлачења групе армија „Е“ 1944. са југа Балкана, савезничка авијација је спроводила акцију Ретвик (енгл. Ratweek, превод: недеља пацова). То је била серија координисаних напада на линије комуникације сила осовине - примарно на железницу. Покренута је 1- септембра 1944. од стране партизана, тешких бомбардера 15. ратног ваздухопловства и средњих и лаких бомбардера Балканског ратног ваздухопловства. Напади су парализовали немачке снаге. У својим мемоарима Фицрој Маклен тврдио је да је ово његова идеја.
Само 3. септембра више од 300 бомбардера учествовало је у бомбардовању градова на територији Југославије. Према немачким извештајима око 2000 бомбардера је бомбардовало Србију, знатно мање Босну, а још мање Независну државу Хрватску.

## Разлози бомбардовања
Према мало доступним подацима и скривања ових догађаја сама бомбардовања остала су под велом тајне. Међутим, отварањем архива дошло се до неких докумената које бацају светла да тадашње догађаје.

### Народноослободилачки покрет
Дана 5. фебруара 1944. године Јосип Броз Тито је упутио депешу којом обавештава своје поверенике у Србији:
Све ваше жеље у погледу помоћи савезничког ваздухопловства он ће доставити Савезничкој мисији при Врховном штабу НОВЈ. Врховни штаб ће пак ОДЛУЧИТИ да ли ће предложени циљ да се бомбардује.
Крајем јула 1944. године Едвард Кардељ је саопштио својим сарадницима:
Договарајте се с Енглезима о сарадњи њихове тактичке авијације у вашим акцијама (митраљирање колона, мања бомбардовања конкретних циљева на фронту и тд.) Они на такав начин сарађују у целој Југославији. БОМБАРДОВАЊА ГРАДОВА И УОПШТЕ ВЕЋА БОМБАРДОВАЊА ОДОБРАВА САМО ВРХОВНА КОМАНДА

### Југословенска краљевска влада
Током окупације Југославије, Југословенска краљевска влада имала је сталне контакте са савезничким командантима који су одлучивали о бомбардовању.
Генерал Драгољуб Михајиловић је током 1942/43. упутио југословенској краљевској влади тридесет шест депеша којим је тражио помоћ бомбардовањем Југославије и околних држава, у пролеће и јесен 1942, као и у новембру 1943. године.
Као циљеве бомбардовања Михајловић је тражио: Марибор, Цеље, Крањ, Метковић, Омиш, Загреб, Мостар, Љубишки, непријатељске колоне од Бихаћа ка Книну, Грачацу, Бенковцу, Шибенику и Задру, Сињ, Дрниш, Бор, Београд (Савски мост, мост на Дунаву према Панчеву), пут Земун-Београд, фабрике Икарус, Змај, Теокаревић, Рогожарски и Раковица, као и Топчидер и Ташмајдан, Трепча, Сипски канал, пут Панчево-Вршац, Сићевачка клисура, Параћин (фабрика Теокаревић), Јагодина (фабрика Клефиш), Ниш (железничка станица), насеља пречанских Немаца итд. Највише захтева било је за бомбардовање Београда (13), Борски рудник (11) и Метковић (4).
Од циљева ван Југославије тражени су војни циљеви у Албанији (Тирана, Драч и Скадар), Будимпешта, Софија и фабрике оружја у Немачкој.

### Чланци
- Терзић, Милан (2005). „Југословенска краљевска влада, генерал Драгољуб Михаиловић и савезничко бомбардовање циљева у Југославији 1942–1944. године”. Војноисториски институт.
- Karakaš, Marica. „Saveznička bombardiranja Srijema u Drugome svjetskom ratu” (PDF). Архивирано из оригинала (PDF) 22. 5. 2011. г. Приступљено 20. 5. 2011.